# Odontoporella bishopi
Odontoporella bishopi är en mossdjursart som beskrevs av Carter och Gordon 2007. Odontoporella bishopi ingår i släktet Odontoporella och familjen Hippoporidridae. Inga underarter finns listade i Catalogue of Life.